# Theodor Zwinger
Theodor Zwinger (Basilea, 2 agosto 1533 – Basilea, 10 marzo 1588) è stato uno scienziato svizzero.
Celebre medico e capo di una famiglia che per tre secoli si distinse per la propria attività scientifica.

## Biografia
Figlio di una sorella dell'incisore Jean Oporin e di Leonard Zwinger, artigiano pellettiere, originario di Bischofszell, in Turgovia, discendente di un'antica e illustre famiglia, resa nobile nel 1492, per decisione dell'imperatore Massimiliano I.
Perduto il padre a cinque anni, fu allevato dalla madre, risposatasi con Conrad Lycosthènes e studiò alla scuola del grammatico Thomas Plater, che gli insegnò i primi rudimenti delle lingue classiche. Ammesso nel 1548 nell'Accademia, seguì con profitto le lezioni ma, preso dal desiderio di viaggiare, partì da Basilea più carico di libri che di denaro e si diresse a Lione, persuaso che il proprio talento per la poesia non potesse non procurargli amici e mecenati. Qui frequentò per tre anni la tipografia dei Bering come proto. 

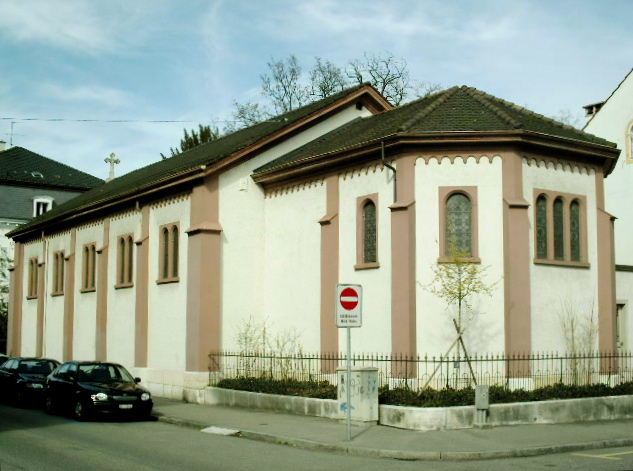
La Cappella apostolica di Basilea

Andato a Parigi, vi frequentò i corsi dei più celebri professori, tra gli altri quelli di Pietro Ramo, del quale Theodor riconobbe in seguito la benevolenza. Dopo cinque anni, nel 1553, tornò a Basilea ma, dietro consiglio di Pietro Perna, editore di Lucca, espatriato per motivi religiosi, partì subito per l'Italia. Zwinger, dopo aver seguito i corsi dello Studio di Padova, andò a Venezia per perfezionare le conoscenze delle società più colte. Il patrigno, ormai malato, intendeva associarlo alla redazione delle sue opere e lo sollecitava di tornare a Basilea. Prima di lasciare l'Italia, ricevette la laurea in medicina a Padova e, all'arrivo a Basilea, nel 1559, gli amici, per far in modo che non partisse più, gli trovarono una moglie, la vedova di un ricco commerciante.
Libero da allora di seguire i suoi interessi di studioso, Zwinger divise il suo tempo tra la cultura delle lettere e la pratica medica. La sua nomina alla cattedra di lingua greca dell'Accademia gli fornì i mezzi per porre al servizio il suo talento alla gioventù. Passò alla cattedra di filosofia morale nel 1571 essendo anche nominato professore di medicina teorica. Trovò anche il tempo di comporre un gran numero di opere e di occuparsi dei malati poveri, curandoli gratuitamente. Quando nel 1588 si diffuse a Basilea un'epidemia Zwinger, continuando a occuparsi del gran numero di malati colpiti dal morbo, ne fu vittima anch'egli, fino a morirne il 10 marzo.
Una versione cattolicizzata del Theatrum intitolata Magnum theatrum vitae humanae (1631) di Lawrence Beyerlinck fu uno dei più grandi commonplace book dell'inizio dell'era moderna. Queste due opere "possono essere obiettivamente descritte come i primi antenati moderni del grande dictionnaire raisonné dell'illuminismo del XVIII secolo,  dell'Encyclopédie di Diderot."
Compose, poco prima della morte, un'imitazione in versi latini del Salmo 122, stampato con il titolo: Precatio cycnea Th. Zwingeri. Uomo di rari meriti, univa ai suoi grandi talenti le qualità del cuore, con il suo sapere, l'amabilità della conservazione, la gentilezza e il candore dello spirito.

## Opere
- Theatrum vitce humanœ, Basilea, 1565
- Leges ordinis medici basiliensis, Basilea, 1570
- Morum philosophia practica, Basilea, 1575
- Methodus similitudinum, Basilea, 1575
- Methodus apodemica, qua omnia continentur quœ cuivis in quolibet vitœ génère peregrinanti, et imprimis homini studioso scitu cognituque necessaria, Basilea, 1577
- Analysis Pitalmorum Davidis, symboli apostolici et orationis dominicœ, Basilea, 1599
- Physiologia mediça Th, Paracehi dogmatibus illystruta, Basilea, 1620